# اللغة السكاندورومية
اللغة السكاندورومية (بالنرويجية: Scandoromani) أو الرومانية التترية هي لغة جرمانية شمالية، لا يَتحدثها اليوم سوى الرحالة النرويجيون والسويديون، وهُم أقلية من الرومانيين يَقطنون في السويد (حوالي 26,000 نسمة) والنرويج (حوالي 5,000 نسمة).
كان من اخترع اسم «اللغة السكاندورومية» أول مرة هي الأكاديميات اللغوية، حيث سُميت في السويد "resande rommani" (الرومانية المُرتحلة) أو "svensk rommani" (الرومانية السويدية)، وأما في النرويج فإنها عُرفت بـ"norsk romani" (الرومانية النرويجية).
ومثل اللغة الأنغلورومانية في بريطانيا واللغة الرومانية الإسبانية في إسبانيا فقد بُنيت السكاندورومية على مُفردات استُمدت من اللغة الرومية، على الرُّغم من أنها منقرضة الآن. لكن على الرُّغم من ذلك فإن قواعد اللغة الرومية لم تعد موجودة في السكاندورومية، وحلَّت محلها قواعد اللغتين السويدية والنرويجية.
لا تُوجد لهجة فصيحة من اللغة السكاندورومية، ولذلك فإنها تتفاوت في طرق النطق واستخدام المفردات وغيرها اعتماداً على منطقة المتحدث. وكثيراً ما تُستخدم حروف سويدية أو نرويجية في كتابتها ("Ä" و"Å" و"æ" و"Ø").